# 4-й Хорватский корпус (НОАЮ)
4-й Хорватский корпус НОАЮ (сербохорв. Четврти хрватски корпус НОВЈ / Četvrti hrvatski korpus NOVJ) — воинское соединение НОАЮ, сформированное 22 ноября 1942 года . Участвовал в Народно-освободительной войне Югославии. Первоначально назывался 1-й Хорватский народно-освободительный ударный корпус (сербохорв. Први хрватски народноослободилачки ударни корпус / Prvi hrvatski narodnooslobodilački udarni korpus).
В состав корпуса входили все партизанские отряды, бригады и дивизии на территории Хорватии — основу 1-го Хорватского корпуса составили 6-я Ликская, 7-я Банийская, 8-я Кордунская и 13-я Приморско-Горанская дивизии. Первым командиром корпуса был Иван Гошняк, политическим комиссаром — Вечеслав Холевац. После образования штаба корпуса был расформирован штаб 1-й оперативной зоны Хорватии, чьи обязанности принял на себя штаб корпуса. 4-й номер корпусу был присвоен 5 октября 1943 года по приказу И. Броза Тито, в результате последующих преобразований 9 ноября 1943 года из состава вывели 6-ю Ликскую, 30 января 1944 вышла 13-я дивизия, которую заменила 34-я Жумберацкая дивизия. 8 февраля была создана Унская оперативная группа.
Корпус участвовал в трёх сражениях за Цазин, боях за Глину и Карловац, а также отражении немецкого наступления в рамках операции «Ход конём».

## Структура корпуса

### Подразделения
На 4 января 1943 года на вооружении корпуса были 6480 винтовок, 275 пистолетов-пулемётов, 57 станковых пулемётов, 10 пушек и 20 миномётов:
| Воинское формирование            | Численность личного состава |
| -------------------------------- | --------------------------- |
| Штаб корпуса                     |                             |
| 6-я Ликская пролетарская дивизия |                             |
| 7-я Банийская дивизия            |                             |
| 8-я Кордунская дивизия           |                             |
| Итого                            | 9819                        |

На 27 июля 1943 года
| Воинское формирование            | Число офицеров | Число солдат | Численность личного состава |
| -------------------------------- | -------------- | ------------ | --------------------------- |
| Штаб корпуса                     | 12             | 71           | 89                          |
| 6-я Ликская пролетарская дивизия | 889            | 2184         | 3073                        |
| 8-я Кордунская дивизия           | 639            | 2247         | 2886                        |
| Танковая рота                    | 8              | 28           | 36                          |
| Артиллерия корпуса               | 14             | 138          | 152                         |
| Итого                            | 1568           | 4668         | 6230                        |

На 31 октября 1944 года
| Воинское формирование                                   | Число офицеров | Число солдат | Численность личного состава |
| ------------------------------------------------------- | -------------- | ------------ | --------------------------- |
| Штаб корпуса                                            | 336            | 894          | 1230                        |
| 7-я Банийская дивизия                                   |                |              | 5791                        |
| 8-я Кордунская дивизия                                  |                |              | 5626                        |
| 34-я Хорватская дивизия                                 |                |              | 4292                        |
| Унская оперативная группа                               |                |              | 2549                        |
| 1-й и 2-й банийские партизанские отряды                 |                |              | 820                         |
| Карловацкий, Туропольско-Посавксий и Самоборский отряды |                |              | 987                         |
| Учебный центр                                           |                |              | 1310                        |
| Командование военной области                            |                |              | 5296                        |
| Итого                                                   | 5367           | 23873        | 29240                       |

### Командование

#### Командиры корпуса
- Иван Гошняк
- Иван Рукавина
- Богдан Орешчанин
- Милош Шумоня

#### Политкомиссары
- Вечеслав Холевац

#### Заместители командира Кордунской военной области
- Станко Бьелаяц
- Урош Крунич

#### Начальники штаба
- Богдан Орешчанин
- Милан Купрешанин
- Никола Грубор
- Петар Клеут
- Станко Бьелаяц[4]